# Międzynarodowa Unia Motorowodna
Międzynarodowa Unia Motorowodna (ang. Union Internationale Motonautique, skrót UIM) – międzynarodowa organizacja pozarządowa, zrzeszająca 55 narodowych federacji motorowodnych.

## Historia
Federacja została założona w 1922 roku w Brukseli jako Union Internationale du Yachting Automobile (UIYA). W 1927 zmieniła nazwę na Union Internationale Motonautique.

## Członkostwo
- ARISF (od 1993)
- GAISF
- IWGA

## Mistrzostwa świata
- Class 1 World Powerboat Championship (od 1964 roku).
- F1 Powerboat Racing (od 1981 roku).
- Aquabike World Championship (od 1992 roku).